# Булонь-сюр-Жес
Було́нь-сюр-Жес (фр. Boulogne-sur-Gesse, окс. Bolonha de Gessa) — коммуна во Франции, находится в регионе Юг — Пиренеи. Департамент — Верхняя Гаронна. Административный центр кантона Булонь-сюр-Жес. Округ коммуны — Сен-Годенс.
Код INSEE коммуны — 31080.

## География
Коммуна расположена приблизительно в 640 км к югу от Парижа, в 75 км к юго-западу от Тулузы.
По территории коммуны протекают реки Жес и Жимон, на севере расположено озеро Жимон.

## Климат
Климат умеренно-океанический. Зима мягкая и снежная, весна характеризуется сильными дождями и грозами, лето сухое и жаркое, осень солнечная. Преобладают сильные юго-восточные и северо-западные ветры.

## Население
Население коммуны на 2010 год составляло 1612 человек.
| 1962 | 1968 | 1975 | 1982 | 1990 | 1999 | 2010 |
| ---- | ---- | ---- | ---- | ---- | ---- | ---- |
| 1777 | 1865 | 1756 | 1671 | 1531 | 1432 | 1612 |

## Экономика
В 2010 году среди 850 человек трудоспособного возраста (15—64 лет) 592 были экономически активными, 258 — неактивными (показатель активности — 69,6 %, в 1999 году было 68,2 %). Из 592 активных жителей работали 537 человек (264 мужчины и 273 женщины), безработных было 55 (25 мужчин и 30 женщин). Среди 258 неактивных 42 человека были учениками или студентами, 127 — пенсионерами, 89 были неактивными по другим причинам.

## Достопримечательности
- Церковь Успения Божьей Матери (XIV век). Исторический памятник с 1950 года[4]
- Мэрия и крытый рынок (1869 год). Исторический памятник с 2004 года[5]

## Фотогалерея
- Вид на Булонь-сюр-Жес из Мондьяна
- Церковь Успения Божьей Матери
- Интерьер церкви Успения Божьей Матери
- Мэрия и крытый рынок
- Водохранилище на реке Жес